# Markus Perez
Marcus Perez Eichemberg, född 7 mars 1982 i São Paulo, är en brasiliansk MMA-utövare som tidigare var LFA:s mellanviktsmästare. Han tävlade 2017-2021 i organisationen Ultimate Fighting Championship.